# If You Have Ghost
If You Have Ghost ist die erste EP der schwedischen Heavy-Metal-Band Ghost. Sie wurde am 15. November 2013 über Spinefarm Records veröffentlicht.

## Entstehung
Ursprünglich war die Veröffentlichung der EP nicht geplant gewesen. Als die Band bereit war, das am 10. April 2013 veröffentlichte Album Infestissumam aufzunehmen, hatten Ghost elf Eigenkompositionen und fünf Coverversionen parat. In Nashville trafen die Musiker auf Dave Grohl von den Foo Fighters. Grohl schlug der Band vor, die Coverversionen mit ihm als Produzenten einzuspielen, da er gerade Zeit dafür hatte. Schließlich entschied sich die Band, die Coverversionen als separate EP zu veröffentlichen. Für die EP wurden schließlich vier Coverversionen und eine Liveversion des Liedes Secular Haze verwendet. Bei den Coverversionen suchten sich Ghost genrefremde Künstler wie Roky Erickson, ABBA, Army of Lovers und Depeche Mode aus. Laut einem der namenlose Ghule würden sich Ghost absichtlich von Metalsongs fernhalten, da die Band solchen Songs „nichts mehr hinzufügen könne“.
Aufgenommen wurde If You Have Ghost im Studio 606 in Northridge, einem Stadtteil von Los Angeles. Produziert wurde die EP von Dave Grohl, der beim Titellied die Rhythmusgitarre sowie bei I’m a Marionette und Waiting for the Night das Schlagzeug einspielte. Derek Silverman spielte beim Titellied und Waiting for the Night die Orgel und bei Crucified das Klavier. Jessy Greene spielt beim Titellied Geige und Cello. Gemischt wurde die EP von Rich Costy, während Ted Jensen das Mastering übernahm. Das Cover der EP ist eine Hommage an den Film Nosferatu – Eine Symphonie des Grauens.

## Titelliste
| Nr. | Titel                 | Originalinterpret | Länge |
| --- | --------------------- | ----------------- | ----- |
| 1   | If You Have Ghost     | Roky Erickson     | 3:32  |
| 2   | I’m a Marionette      | ABBA              | 4:50  |
| 3   | Crucified             | Army of Lovers    | 5:13  |
| 4   | Waiting for the Night | Depeche Mode      | 5:38  |
| 5   | Secular Haze (live)   | –                 | 5:28  |

## Rezeption

### Rezensionen
Götz Kühnemund vom deutschen Magazin Rock Hard schrieb, Ghost habe in Zusammenarbeit mit Dave Grohl die Originale „so gekonnt umgesetzt, dass sie wie perfektionierte eigene Stücke klingen“. Der große Durchbruch wäre jetzt „nicht mehr zu verhindern“, wofür Kühnemund 8,5 von zehn Punkten vergab. Rezensent Michael vom Onlinemagazin Metal1.info schrieb, dass sich Fans die EP ohne Bedenken holen können, denn Ghost würden „allen Liedern ihren Stempel aufdrücken“. Lediglich Waiting for the Night wäre ein „Ausfall“. Die EP wurde mit sieben von zehn Punkten bewertet.
Laut einem der namenlosen Ghule hätten die beiden ABBA-Mitglieder Benny Andersson und Björn Ulvaeus Ghosts Version von I’m a Marionette gehört und hätten sie „geliebt“.

### Chartplatzierungen
| ChartsChartplatzierungen            | Höchstplatzierung | Wochen |
| ----------------------------------- | ----------------- | ------ |
| Vereinigte Staaten (Billboard)      | 87 (1 Wo.)        | 1      |
| Vereinigte Staaten (Billboard Rock) | 24 (1 Wo.)        | 1      |